# Малыха, Сергей Фёдорович
Серге́й Фёдорович Малыха (род. 25 апреля 1944) — советский футболист, защитник.
Начинал играть в «Торпедо» Таганрог в 1963 году. Со следующего года — в составе СКА Ростов-на-Дону. В 1967—1969 годах в чемпионате СССР сыграл 61 матч, забил один гол. Полуфиналист Кубка СССР 1969 — в розыгрыше, в котором СКА дошёл до финала, вышел на замену в победном матче против ЦСКА. Служил в ГСВГ, играл за клуб первенства ГДР «Мотор» Хеннигсдорф.